# Braine (Aisne)
|  | Aquest article tracta sobre el municipi al departament de l'Aisne. Si cerqueu altres llocs anomenats Braine inclosos en aquest departament, vegeu «Braine». |

Braine és un municipi francès al departament de l'Aisne (regió dels Alts de França). L'any 2007 tenia 2.105 habitants.

## Demografia

### Població
El 2007 la població de fet de Braine era de 2.105 persones. Hi havia 860 famílies de les quals 284 eren unipersonals (84 homes vivint sols i 200 dones vivint soles), 240 parelles sense fills, 244 parelles amb fills i 92 famílies monoparentals amb fills.
La població ha evolucionat segons el següent gràfic:

### Habitatges
El 2007 hi havia 947 habitatges, 873 eren l'habitatge principal de la família, 25 eren segones residències i 49 estaven desocupats. 692 eren cases i 252 eren apartaments. Dels 873 habitatges principals, 522 estaven ocupats pels seus propietaris, 323 estaven llogats i ocupats pels llogaters i 28 estaven cedits a títol gratuït; 17 tenien una cambra, 86 en tenien dues, 155 en tenien tres, 257 en tenien quatre i 358 en tenien cinc o més. 463 habitatges disposaven pel capbaix d'una plaça de pàrquing. A 431 habitatges hi havia un automòbil i a 292 n'hi havia dos o més.

### Piràmide de població
La piràmide de població per edats i sexe el 2009 era:
| Homes | Edats   | Dones |
| ----- | ------- | ----- |
| 0     | 95 o +  | 0     |
| 12    | 90 a 94 | 20    |
| 8     | 85 a 89 | 44    |
| 12    | 80 a 84 | 16    |
| 20    | 75 a 79 | 52    |
| 48    | 70 a 74 | 76    |
| 60    | 65 a 69 | 36    |
| 44    | 60 a 64 | 36    |
| 36    | 55 a 59 | 44    |
| 48    | 50 a 54 | 48    |
| 68    | 45 a 49 | 48    |
| 80    | 40 a 44 | 120   |
| 112   | 35 a 39 | 64    |
| 76    | 30 a 34 | 60    |
| 68    | 25 a 29 | 64    |
| 52    | 20 a 24 | 44    |
| 92    | 15 a 19 | 76    |
| 76    | 10 a 14 | 84    |
| 56    | 5 a 9   | 72    |
| 52    | 0 a 4   | 52    |

## Economia
El 2007 la població en edat de treballar era de 1.273 persones, 910 eren actives i 363 eren inactives. De les 910 persones actives 783 estaven ocupades (438 homes i 345 dones) i 127 estaven aturades (56 homes i 71 dones). De les 363 persones inactives 103 estaven jubilades, 113 estaven estudiant i 147 estaven classificades com a «altres inactius».

### Ingressos
El 2009 a Braine hi havia 874 unitats fiscals que integraven 2.028 persones, la mediana anual d'ingressos fiscals per persona era de 16.050 €.

### Activitats econòmiques
Dels 109 establiments que hi havia el 2007, 2 eren d'empreses extractives, 4 d'empreses alimentàries, 1 d'una empresa de fabricació de material elèctric, 8 d'empreses de fabricació d'altres productes industrials, 13 d'empreses de construcció, 20 d'empreses de comerç i reparació d'automòbils, 7 d'empreses de transport, 6 d'empreses d'hostatgeria i restauració, 5 d'empreses financeres, 4 d'empreses immobiliàries, 11 d'empreses de serveis, 21 d'entitats de l'administració pública i 7 d'empreses classificades com a «altres activitats de serveis».
Dels 29 establiments de servei als particulars que hi havia el 2009, 1 era una gendarmeria, 1 oficina de correu, 1 una oficina bancària, 1 funerària, 4 tallers de reparació d'automòbils i de material agrícola, 1 autoescola, 1 paleta, 1 guixaire pintor, 3 fusteries, 3 lampisteries, 2 electricistes, 3 perruqueries, 1 veterinari, 2 restaurants, 3 agències immobiliàries i 1 saló de bellesa.
Dels 10 establiments comercials que hi havia el 2009, 2 eren supermercats, 2 fleques, 2 carnisseries, 1 una peixateria, 1 una llibreria i 2 floristeries.
L'any 2000 a Braine hi havia 7 explotacions agrícoles que ocupaven un total de 420 hectàrees.

## Equipaments sanitaris i escolars
Els 2 equipaments sanitaris que hi havia el 2009 eren farmàcies.
El 2009 hi havia 1 escola maternal i 2 escoles elementals. Braine disposava d'un col·legi d'educació secundària amb 359 alumnes.

## Poblacions properes
El següent diagrama mostra les poblacions més properes.